# Наїк (військове звання)
Наїк (Нк; іноді історично пишеться наяк) — звання Індійської армії та Пакистанської армії, еквівалентне капрал. Звання раніше використовувалося в Індійській армії під час Раджу та Верблюжому корпусі, займаючи місце між ланс-наїк та хавільдар. У кавалерійських частинах еквівалентом є ланс-даффадар. Як і британський капрал, наїк носить два знаки розрізнення у вигляді шеврону.